# Gouvernement Thorning-Schmidt II
Pour les articles homonymes, voir Cabinet Helle Thorning-Schmidt.
 (août 2023).
Si vous disposez d'ouvrages ou d'articles de référence ou si vous connaissez des sites web de qualité traitant du thème abordé ici, merci de compléter l'article en donnant les références utiles à sa vérifiabilité et en les liant à la section « Notes et références ».
Royaume de Danemark
Thorning-Schmidt I Løkke Rasmussen II
Le gouvernement Helle Thorning-Schmidt II (en danois : Regeringen Helle Thorning-Schmidt II) est le gouvernement du royaume de Danemark entre le 3 février 2014 et le 28 juin 2015, durant la soixante-septième législature du Folketing.

## Coalition et historique
Dirigé par la Première ministre sociale-démocrate sortante Helle Thorning-Schmidt, ce gouvernement est constitué par Les Sociaux-démocrates (SD) et Parti social-libéral (RV). Ensemble, ils disposent de 61 députés sur 179, soit 34 % des sièges du Folketing. Il dispose du soutien sans participation du Parti populaire socialiste (SF), de la Liste de l'unité et de députés d'outre-mer. Ensemble, ils disposent de 31 députés sur 179, soit 17 % des sièges du Folketing.
Il est formé à la suite d'une crise gouvernementale et succède au gouvernement Helle Thorning-Schmidt I, constitué des SD, de la RV, du SF, et soutenu par l'EL et les ultra-marins. Le 30 janvier 2014, les six ministres du SF remettent leur démission pour protester contre la vente d'une partie de l'entreprise publique d'énergie Dong à la banque américaine d'investissement Goldman Sachs. La cheffe du gouvernement doit alors former un nouvel exécutif, réduit à seulement deux partis.
Le 28 juin 2015, dix jours après la défaite du bloc de gauche aux élections législatives anticipées, il cède le pouvoir au second gouvernement de Lars Løkke Rasmussen, constitué uniquement du Parti libéral et soutenu par le Parti populaire danois (DF), l'Alliance libérale (LA) et le Parti populaire conservateur (KF).

## Composition

### Initiale (3 février 2014)
- Les nouveaux ministres sont indiqués en gras, ceux ayant changé d'attributions en italique.

| Poste                                                                                       | Titulaire | Titulaire              | Parti |
| ------------------------------------------------------------------------------------------- | --------- | ---------------------- | ----- |
| Première ministre                                                                           |           | Helle Thorning-Schmidt | SD    |
| Ministre de l'Économie et de l'Intérieur                                                    |           | Margrethe Vestager     | RV    |
| Ministre des Affaires étrangères                                                            |           | Martin Lidegaard       | RV    |
| Ministre des Finances                                                                       |           | Bjarne Corydon         | SD    |
| Ministre de la Justice                                                                      |           | Karen Hækkerup         | SD    |
| Ministre de l'Enseignement supérieur et de la Science                                       |           | Sofie Carsten Nielsen  | RV    |
| Ministre de la Fiscalité                                                                    |           | Morten Østergaard      | RV    |
| Ministre des Transports                                                                     |           | Magnus Heunicke        | SD    |
| Ministre du Commerce et de la Croissance                                                    |           | Henrik Sass Larsen     | SD    |
| Ministre de la Ville, du Logement, des Affaires rurales Ministre de la Coopération nordique |           | Carsten Hansen         | SD    |
| Ministre de l'Emploi                                                                        |           | Mette Frederiksen      | SD    |
| Ministre de l'Éducation                                                                     |           | Christine Antorini     | SD    |
| Ministre de l'Enfance, de l'Égalité des chances, de l'Intégration et des Affaires sociales  |           | Manu Sareen            | RV    |
| Ministre de l'Alimentation, de l'Agriculture et de la Pêche                                 |           | Dan Jørgensen          | SD    |
| Ministre du Climat, de l'Énergie et des Travaux publics                                     |           | Rasmus Helveg Petersen | RV    |
| Ministre du Commerce extérieur et de la Coopération pour le développement                   |           | Mogens Jensen          | SD    |
| Ministre de la Santé                                                                        |           | Nick Hækkerup          | SD    |
| Ministre de la Défense                                                                      |           | Nicolai Wammen         | SD    |
| Ministre de l'Environnement                                                                 |           | Kirsten Brosbøl        | SD    |
| Ministre de la Culture Ministre des Affaires ecclésiastiques                                |           | Marianne Jelved        | RV    |

### Remaniement du2 septembre 2014
- Les nouveaux ministres sont indiqués en gras, ceux ayant changé d'attributions en italique.

| Poste                                                                                       | Titulaire | Titulaire              | Parti |
| ------------------------------------------------------------------------------------------- | --------- | ---------------------- | ----- |
| Première ministre                                                                           |           | Helle Thorning-Schmidt | SD    |
| Ministre de l'Économie et de l'Intérieur                                                    |           | Morten Østergaard      | RV    |
| Ministre des Affaires étrangères                                                            |           | Martin Lidegaard       | RV    |
| Ministre des Finances                                                                       |           | Bjarne Corydon         | SD    |
| Ministre de la Justice                                                                      |           | Karen Hækkerup         | SD    |
| Ministre de l'Enseignement supérieur et de la Science                                       |           | Sofie Carsten Nielsen  | RV    |
| Ministre de la Fiscalité                                                                    |           | Benny Engelbrecht      | SD    |
| Ministre des Transports                                                                     |           | Magnus Heunicke        | SD    |
| Ministre du Commerce et de la Croissance                                                    |           | Henrik Sass Larsen     | SD    |
| Ministre de la Ville, du Logement, des Affaires rurales Ministre de la Coopération nordique |           | Carsten Hansen         | SD    |
| Ministre de l'Emploi                                                                        |           | Mette Frederiksen      | SD    |
| Ministre de l'Éducation                                                                     |           | Christine Antorini     | SD    |
| Ministre de l'Enfance, de l'Égalité des chances, de l'Intégration et des Affaires sociales  |           | Manu Sareen            | RV    |
| Ministre de l'Alimentation, de l'Agriculture et de la Pêche                                 |           | Dan Jørgensen          | SD    |
| Ministre du Climat, de l'Énergie et des Travaux publics                                     |           | Rasmus Helveg Petersen | RV    |
| Ministre du Commerce extérieur et de la Coopération pour le développement                   |           | Mogens Jensen          | SD    |
| Ministre de la Santé                                                                        |           | Nick Hækkerup          | SD    |
| Ministre de la Défense                                                                      |           | Nicolai Wammen         | SD    |
| Ministre de l'Environnement                                                                 |           | Kirsten Brosbøl        | SD    |
| Ministre de la Culture Ministre des Affaires ecclésiastiques                                |           | Marianne Jelved        | RV    |

### Remaniement du10 octobre 2014
- Les nouveaux ministres sont indiqués en gras, ceux ayant changé d'attributions en italique.

| Poste                                                                                       | Titulaire | Titulaire              | Parti |
| ------------------------------------------------------------------------------------------- | --------- | ---------------------- | ----- |
| Première ministre                                                                           |           | Helle Thorning-Schmidt | SD    |
| Ministre de l'Économie et de l'Intérieur                                                    |           | Morten Østergaard      | RV    |
| Ministre des Affaires étrangères                                                            |           | Martin Lidegaard       | RV    |
| Ministre des Finances                                                                       |           | Bjarne Corydon         | SD    |
| Ministre de la Justice                                                                      |           | Mette Frederiksen      | SD    |
| Ministre de l'Enseignement supérieur et de la Science                                       |           | Sofie Carsten Nielsen  | RV    |
| Ministre de la Fiscalité                                                                    |           | Benny Engelbrecht      | SD    |
| Ministre des Transports                                                                     |           | Magnus Heunicke        | SD    |
| Ministre du Commerce et de la Croissance                                                    |           | Henrik Sass Larsen     | SD    |
| Ministre de la Ville, du Logement, des Affaires rurales Ministre de la Coopération nordique |           | Carsten Hansen         | SD    |
| Ministre de l'Emploi                                                                        |           | Henrik Dam Kristensen  | SD    |
| Ministre de l'Éducation                                                                     |           | Christine Antorini     | SD    |
| Ministre de l'Enfance, de l'Égalité des chances, de l'Intégration et des Affaires sociales  |           | Manu Sareen            | RV    |
| Ministre de l'Alimentation, de l'Agriculture et de la Pêche                                 |           | Dan Jørgensen          | SD    |
| Ministre du Climat, de l'Énergie et des Travaux publics                                     |           | Rasmus Helveg Petersen | RV    |
| Ministre du Commerce extérieur et de la Coopération pour le développement                   |           | Mogens Jensen          | SD    |
| Ministre de la Santé                                                                        |           | Nick Hækkerup          | SD    |
| Ministre de la Défense                                                                      |           | Nicolai Wammen         | SD    |
| Ministre de l'Environnement                                                                 |           | Kirsten Brosbøl        | SD    |
| Ministre de la Culture Ministre des Affaires ecclésiastiques                                |           | Marianne Jelved        | RV    |

## Féminisation du gouvernement
Lors de sa formation, le gouvernement compte sept femmes ministres, sur un total de dix-neuf portefeuilles ministériels.